# Campionati mondiali di sollevamento pesi 2022 - 89 kg maschile
Le gare di sollevamento pesi della categoria fino a 89 kg maschile — pesi massimi leggeri — dei campionati mondiali del 2022 si sono svolte dal 10 all'11 dicembre 2022 a Bogotà presso la Gran Carpa Américas Corferias.

## Programma
L'orario indicato corrisponde a quello colombiano (UTC-05:00)
| Data             | Orario | Evento   |
| ---------------- | ------ | -------- |
| 10 dicembre 2022 | 11:30  | Gruppo C |
| 11 dicembre 2022 | 14:00  | Gruppo B |
| 11 dicembre 2022 | 19:00  | Gruppo A |

## Medagliati
Per ciascun esercizio, i primi tre classificati sono i seguenti:
| Esercizio | Oro                 | Oro    | Argento           | Argento | Bronzo            | Bronzo |
| --------- | ------------------- | ------ | ----------------- | ------- | ----------------- | ------ |
| Strappo   | Keydomar Vallenilla | 175 kg | Kianoush Rostami  | 174 kg  | Brayan Rodallegas | 170 kg |
| Slancio   | Karlos Nasar        | 220 kg | Liu Huanhua       | 215 kg  | Brayan Rodallegas | 211 kg |
| Totale    | Keydomar Vallenilla | 385 kg | Brayan Rodallegas | 381 kg  | Liu Huanhua       | 381 kg |

## Record
Prima di questa competizione, i record mondiali esistenti erano i seguenti:
| Record mondiale | Strappo | Mondiale standard  | 179 kg | —               | 1º novembre 2018 |
| Record mondiale | Slancio | Antonino Pizzolato | 217 kg | Tirana, Albania | 2 giugno 2022    |
| Record mondiale | Totale  | Antonino Pizzolato | 392 kg | Tirana, Albania | 2 giugno 2022    |

## Risultati
| Pos. | Atleta                        | Gr. | Peso atleta | Strappo (kg) | Strappo (kg) | Strappo (kg) | Strappo (kg) | Slancio (kg) | Slancio (kg) | Slancio (kg) | Slancio (kg) | Totale   |
| Pos. | Atleta                        | Gr. | Peso atleta | 1            | 2            | 3            | Pos.         | 1            | 2            | 3            | Pos.         | Totale   |
| ---- | ----------------------------- | --- | ----------- | ------------ | ------------ | ------------ | ------------ | ------------ | ------------ | ------------ | ------------ | -------- |
|      | Keydomar Vallenilla (VEN)     | A   | 88.40       | 171          | 171          | 175          |              | 210          | 213          | 215          | 4            | 385      |
|      | Brayan Rodallegas (COL)       | A   | 88.50       | 170          | 170          | 174          |              | 205          | 211          | 216          |              | 381      |
|      | Liu Huanhua (CHN)             | A   | 88.50       | 160          | 166          | 171          | 6            | 205          | 211          | 215          |              | 381      |
| 4    | Kianoush Rostami (IRI)        | A   | 88.40       | 170          | 174          | 174          |              | 206          | 212          | 212          | 5            | 380      |
| 5    | Nathan Damron (USA)           | A   | 89.00       | 157          | 162          | 167          | 4            | 196          | 203          | 208          | 6            | 370      |
| 6    | Olfides Sáez (CUB)            | B   | 88.10       | 156          | 161          | 165          | 9            | 196          | 196          | 201          | 7            | 362      |
| 7    | Nico Müller (GER)             | B   | 88.80       | 157          | 161          | 164          | 10           | 194          | 200          | 200          | 10           | 361      |
| 8    | Revaz Davitadze (GEO)         | A   | 88.70       | 165          | 170          | 171          | 7            | 193          | 198          | 201          | 13           | 358      |
| 9    | Emil Moldodosov (KGZ)         | B   | 87.70       | 160          | 164          | 167          | 8            | 190          | 190          | 195          | 16           | 354      |
| 10   | Ariolvis Begué (CUB)          | B   | 88.40       | 152          | 157          | 160          | 14           | 190          | 195          | 199          | 12           | 352      |
| 11   | Armands Mežinskis (LAT)       | B   | 88.70       | 152          | 157          | 158          | 20           | 191          | 196          | 200          | 9            | 352      |
| 12   | Andranik Karapetyan (ARM)     | A   | 87.90       | 166          | 172          | 174          | 5            | 186          | 186          | 191          | 19           | 352      |
| 13   | Amur Al-Khanjari (OMA)        | B   | 87.70       | 150          | 150          | 156          | 21           | 191          | 196          | 200          | 8            | 350      |
| 14   | Assylzhan Bektay (KAZ)        | B   | 88.10       | 158          | 158          | 164          | 13           | 190          | 195          | 195          | 14           | 348      |
| 15   | Alex Bellemarre (CAN)         | B   | 87.80       | 160          | 160          | 165          | 12           | 185          | 190          | 194          | 21           | 345      |
| 16   | Vardan Manukyan (ARM)         | B   | 88.40       | 150          | 150          | 155          | 16           | 190          | 200          | 202          | 15           | 345      |
| 17   | Denis Ulanov (KAZ)            | B   | 87.60       | 151          | 151          | 155          | 17           | 190          | 190          | 196          | 17           | 345      |
| 18   | Faris Touairi (ALG)           | C   | 87.20       | 160          | 160          | 160          | 11           | 175          | 180          | 185          | 27           | 340      |
| 19   | Beau Brown (USA)              | C   | 88.90       | 148          | 153          | 158          | 18           | 183          | 185          | 188          | 20           | 338      |
| 20   | Artūrs Vasiļonoks (LAT)       | C   | 88.90       | 149          | 152          | 153          | 23           | 181          | 187          | 188          | 18           | 337      |
| 21   | Phacharamethi Tharaphan (THA) | C   | 88.40       | 140          | 145          | 148          | 27           | 191          | 191          | 196          | 11           | 336      |
| 22   | Braydon Kennedy (CAN)         | C   | 88.70       | 152          | 152          | 157          | 19           | 178          | 183          | 188          | 24           | 335      |
| 23   | Şahzadbek Matýakubow (TKM)    | B   | 86.60       | 150          | 150          | 150          | 22           | 185          | 185          | 191          | 22           | 335      |
| 24   | Muhammad Zul Ilmi (INA)       | C   | 88.40       | 143          | 147          | 152          | 24           | 182          | 183          | 188          | 25           | 330      |
| 25   | Daisuke Shishido (JPN)        | C   | 88.80       | 145          | 150          | 150          | 25           | 175          | 183          | 192          | 23           | 328      |
| 26   | Mauricio Canul (MEX)          | C   | 85.90       | 140          | 145          | 150          | 26           | 180          | 186          | 187          | 26           | 325      |
| 27   | Alexander Hernández (PUR)     | C   | 87.40       | 137          | 137          | 140          | 29           | 175          | 180          | 180          | 28           | 312      |
| 28   | Axel Pavon (HON)              | C   | 88.70       | 136          | 136          | 140          | 30           | 170          | 175          | 181          | 29           | 311      |
| 29   | Seán Brown (IRL)              | C   | 88.10       | 140          | 144          | 144          | 28           | 170          | 176          | 176          | 30           | 310      |
| 30   | Yomar López (PUR)             | C   | 83.80       | 130          | 130          | 136          | 31           | 150          | 160          | 163          | 31           | 296      |
| —    | Şatlyk Şöhradow (TKM)         | B   | 83.80       | 155          | 158          | 158          | 15           | 185          | 185          | 185          | —            | —        |
| —    | Karlos Nasar (BUL)            | A   | 87.50       | 173          | 173          | 174          | —            | 212          | 217          | 220          |              | —        |
| —    | Cristiano Ficco (ITA)         | A   | 86.60       | 165          | 165          | 165          | —            | —            | —            | —            | —            | —        |
| —    | Tian Tao (CHN)                | A   | 88.50       | —            | —            | —            | —            | —            | —            | —            | —            | —        |
| —    | Michel Ngongang (CMR)         | A   | ritirato    | ritirato     | ritirato     | ritirato     | ritirato     | ritirato     | ritirato     | ritirato     | ritirato     | ritirato |